# Estufas Reais de Laeken

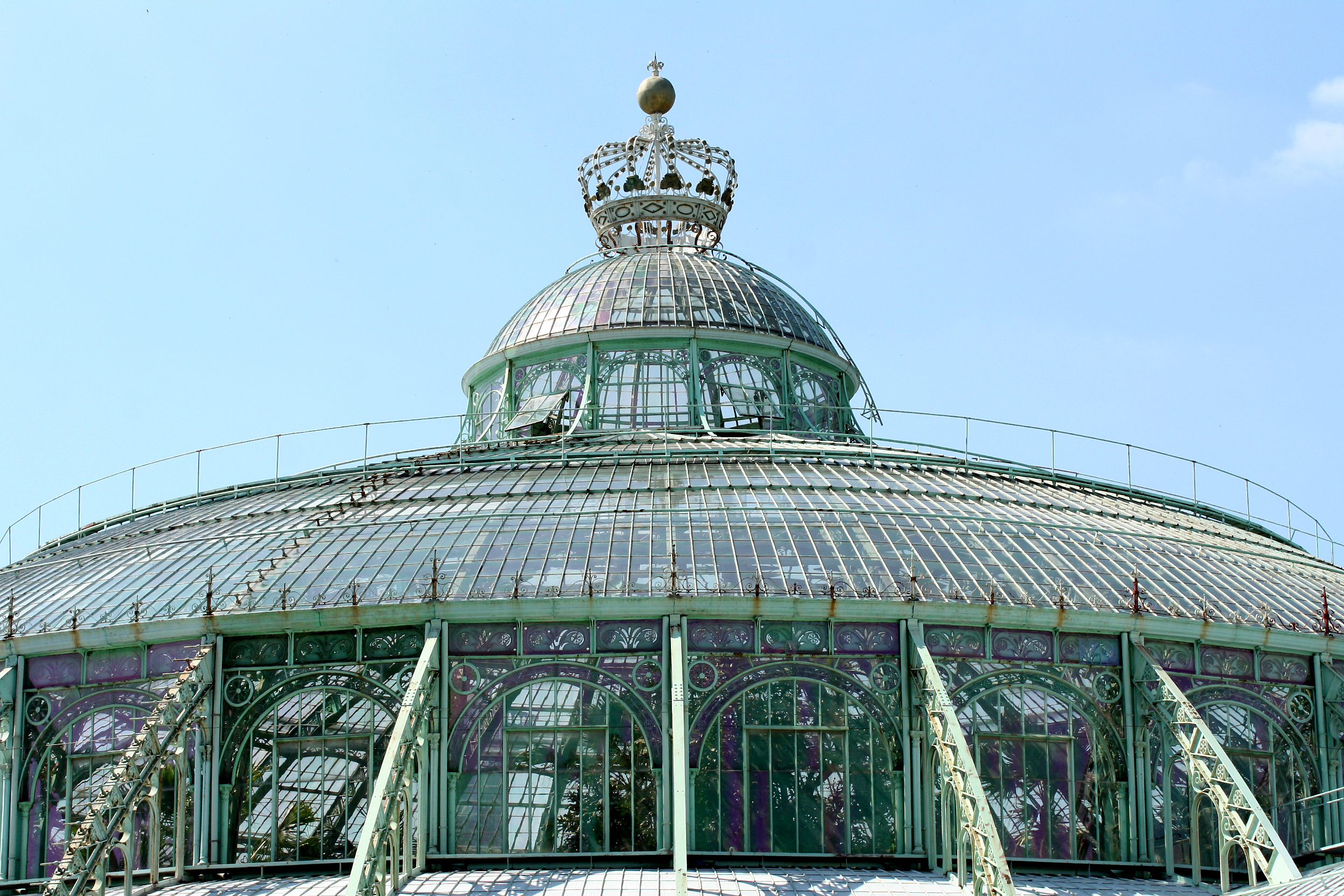
Jardin d'hiver/Wintertuin (jardim de inverno).

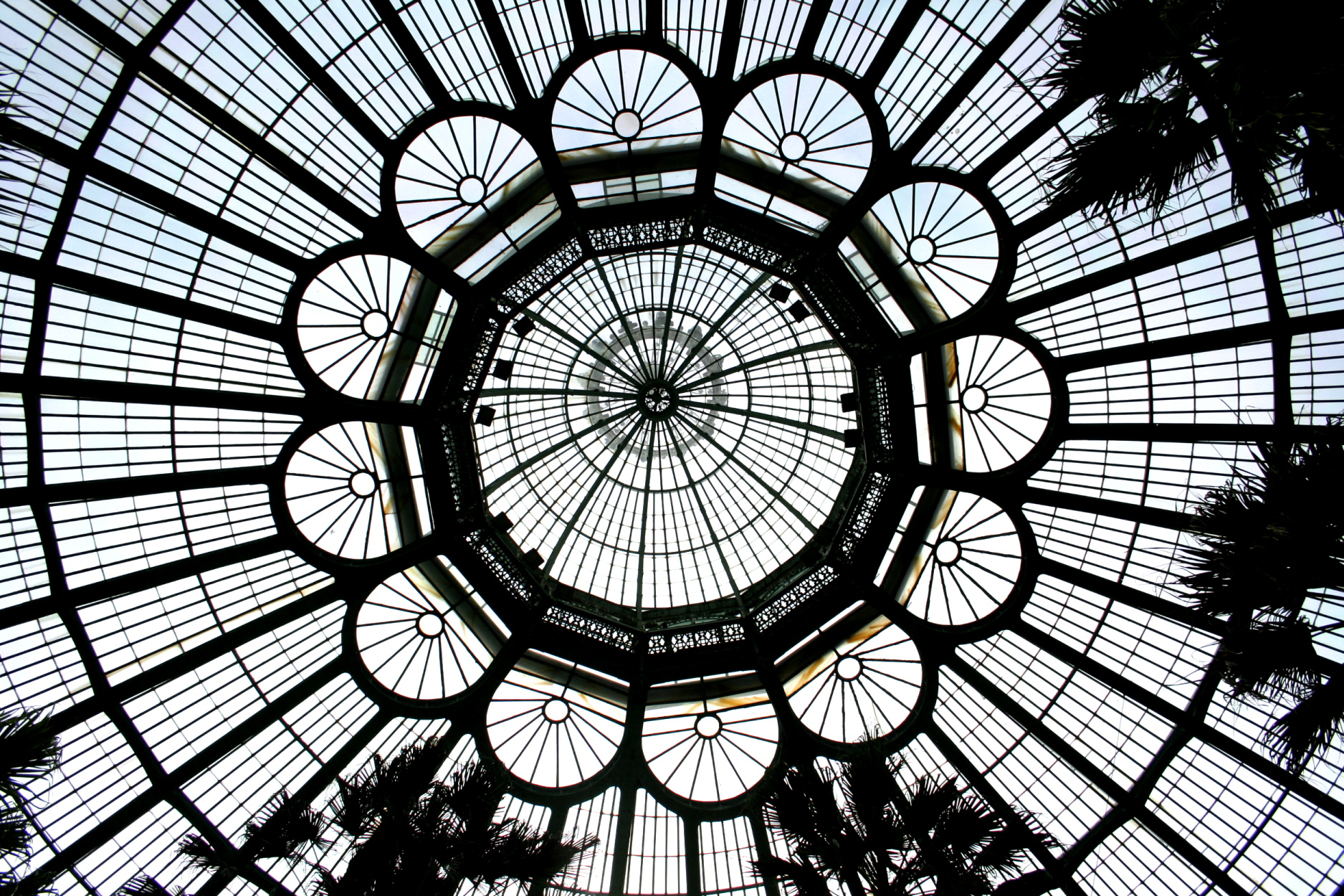
Dentro da grande cúpula das Estufas Reais de Laeken.

As Estufas Reais de Laeken (neerlandês Koninklijke Serres van Laken; em francês Serres Royales de Laeken) são um vasto complexo de estufas monumentais localizado no parque do Castelo Real de Laeken, em Bruxelas, e uma das maiores atrações turísticas da cidade.
O complexo foi construído entre 1874 e 1895 pelo arquiteto Alphonse Balat, a mando do rei Leopoldo II. Os principais materiais são ferro e vidro.
Só pode ser visitado durante um período de duas semanas entre abril e maio, quando a maioria das plantas estão floridas. Entre as plantas, está uma importante coleção de camélias.[carece de fontes?]